# Mount Hutt
 Mount Hutt  är ett berg och en vintersportort väster om Canterburyslätterna på Sydön i Nya Zeeland. Berget, som är 2 190 meter högt, ligger 80 kilometer väster om Christchurch.
Vintersäsongen pågår mellan juni och oktober, och historiskt sett är Mount Hutt en av de vintersportorter på Södra halvklotet som öppnar tidigast på säsongen. Den 12 augusti 2010 blåste vindar, med en hastighet av 200 kilometer i timmen, fram och isolerade vägen, vilket ledde till att 1 2000 människor blev strandsatta på platsen över natten. Vägen kunde dock öppnas dagen därpå.
Driften av vintersportorten sköts av NZ Ski tillsammans med Coronet Peak och The Remarkables i Queenstown. Mount Hutt namngavs av lantmätaren Joseph Thomas från Canterbury Association efter John Hutt, en tidig medlem.
Världscupen i alpin skidåkning 1990/1991 inleddes här.

### Fotnoter
1. ↑  Elizabeth Binning (13 augusti 2010). ”Skiers freed as Mt Hutt road reopens”. New Zealand Herald. http://www.nzherald.co.nz/skiing/news/article.cfm?c_id=481&objectid=10665745. Läst 18 augusti 2010.
2. ↑  Blain, Rev. Michael (2007). The Canterbury Association (1848-1852): A Study of Its Members’ Connections. Christchurch: Project Canterbury. sid. 47–48. http://anglicanhistory.org/nz/blain_canterbury2007.pdf. Läst 20 mars 2013
3. ↑  ”Kalender Mount Hutt - Alpint”. Eurosport. 9 augusti 1990. Arkiverad från originalet den 23 februari 2014. https://web.archive.org/web/20140223040148/http://www.eurosport.se/alpint/mounthutt/1990-1991/calendar-result_gnd2_dsc92.shtml. Läst 13 februari 2014.